# Arctornis faucium
Arctornis faucium är en fjärilsart som beskrevs av Holloway 1999. Arctornis faucium ingår i släktet Arctornis och familjen tofsspinnare. Inga underarter finns listade i Catalogue of Life.